# Мос Бийч
Мос Бийч (на английски: Moss Beach, в превод "Мъхест плаж") е населено място в окръг Сан Матео, района на залива на Сан Франциско, щата Калифорния, Съединените американски щати.

## Население
Има население от 1953 души (2000).

## География
Общата площ на Мос Бийч е 4,6 км2 (1,8 мили2).
1. ↑  data.census.gov //   Посетен на 10 май 2022 г.